# Rochechouart
Rochechouart je francouzská obec v departementu Haute-Vienne v regionu Limousin. V roce 2012 zde žilo 3 794 obyvatel. Je centrem arrondissementu Rochechouart.

## Poloha
Obec leží u hranic departementu Haute-Vienne s departementem Charente, tedy i u hranic regionu Limousin s regionem Poitou-Charentes. Sousední obce jsou: Chaillac-sur-Vienne, Chassenon (Charente), Pressignac (Charente), Saillat-sur-Vienne, Saint-Auvent a Vayres.

## Vývoj počtu obyvatel
Počet obyvatel

## Impaktní kráter
Pod jménem Rochechouart je znám i impaktní (dopadový) kráter o průměru asi 20 až 30 kilometrů, který byl vytvořen v době před 207 miliony let dopadem asi 1,5 – 2 kilometrové planetky. Původně byl kráter dáván do souvislosti s vymíráním na konci druhohorního triasu (asi před 201 miliony let), dnes ale víme, že je o několik milionů let starší.